# Enzo Crivelli
Enzo Crivelli (Rouen, 6 februari 1995) is een Frans voetballer die bij voorkeur als aanvaller speelt. Hij stroomde in 2014 door vanuit de jeugd van Girondins Bordeaux.

## Clubcarrière
Crivelli speelde in de jeugd voor ASPTT Albi, AS De La Fontaine Albi, AS Cannes en Girondins Bordeaux. Op 26 januari 2014 debuteerde hij in de Ligue 1 tegen Saint-Étienne. Zijn eerste competitietreffer maakte de aanvaller op 16 mei 2015 tegen Olympique Lyon. Op 20 augustus 2015 maakte hij zijn Europese debuut in de UEFA Europa League tegen Kairat Almaty. Een maand later maakte Crivelli zijn tweede competitietreffer tegen Toulouse.

## Clubstatistieken
| Seizoen | Club               | Land      | Competitie | Wed. | Doelp. |
| ------- | ------------------ | --------- | ---------- | ---- | ------ |
| 2013/14 | Girondins Bordeaux | Frankrijk | Ligue 1    | 2    | 0      |
| 2014/15 | Girondins Bordeaux | Frankrijk | Ligue 1    | 11   | 1      |
| 2015/16 | Girondins Bordeaux | Frankrijk | Ligue 1    | 29   | 3      |
| 2016/17 | → SC Bastia        | Frankrijk | Ligue 1    | 24   | 10     |
| 2017/18 | Angers SCO         | Frankrijk | Ligue 1    | 15   | 1      |
| 2017/18 | → SM Caen          | Frankrijk | Ligue 1    | 11   | 2      |
| 2018/19 | SM Caen            | Frankrijk | Ligue 1    | 31   | 6      |
| Totaal  | Totaal             | Totaal    | Totaal     | 123  | 23     |

## Interlandcarrière
Crivelli kwam reeds uit voor diverse Franse nationale jeugdselecties. In 2015 debuteerde hij in Frankrijk –21.